# Herbert Doms
Herbert Doms (ur. 14 kwietnia 1890 w Raciborzu, zm. 22 września 1977 w Münster) – katolicki niemiecki teolog, duchowny, profesor dogmatyki i teologii moralnej w pierwszej połowie XX w. Prowadził wykłady w Braniewie, Fryburgu Bryzgowijskim, Münster oraz w Wydziale Teologicznym Uniwersytetu Wrocławskiego. Po wojnie był profesorem teologii moralnej w Uniwersytecie w Münster.

## Życiorys
Był prawnukiem Józefa Domsa – niemieckiego przedsiębiorcy i założyciela fabryki tabaki w Raciborzu. Po maturze uzyskanej w Raciborzu rozpoczął studia na Uniwersytecie w Monachium. Na tej uczelni w 1914 otrzymał doktorat filozofii w Instytucie Zoologicznym. Sakrament święceń otrzymał 2 marca 1924 we Wrocławiu. W 1927 w Uniwersytecie Wrocławskim doktoryzował się z teologii, a w 1930 r. uzyskał habilitację z dogmatyki. W latach 1930–1946 prowadził jako profesor nadzwyczajny wykłady w Braniewie, Fryburgu Bryzgowijskim, Münster oraz w Wydziale Teologicznym Uniwersytetu Wrocławskiego. W 1948 uzyskał tytuł profesora zwyczajnego. Do 1956 r., był profesorem teologii moralnej w Uniwersytecie w Münster.

## Książka o celach małżeństwa
W 1935, zainspirowany encykliką Piusa XI Casti connubii, wydał książkę o teologii małżeństwa, Vom Zweck und Sinn der Ehe (O celu i znaczeniu małżeństwa), w której odcinał się od nazistowskiej ideologii podporządkowującej miłość małżonków służbie III Rzeszy, poprzez dostarczanie jej oddanych obywateli.
Prof. Doms próbował wykazać, że pierwszorzędnym celem małżeństwa nie jest dziecko, ale sama wspólnota małżeńska. Uprzywilejowaną aktualizacją tej wspólnoty miało być zjednoczenie cielesne, niekoniecznie związane z prokreacją, na co wskazywałaby według niego sama natura aktu, który nie zawsze jest płodny.
Opublikowane dwa lata później (1937) wydanie francuskie tej książki wszczęło międzynarodową ogólnokościelną dyskusję na temat celów małżeństwa.
Ze względu na wagę zagadnienia papież Pius XII w swoim przemówieniu do Trybunału św. Roty w październiku 1941 przypomniał tradycyjną naukę Kościoła, że wszystkie cele małżeństwa są podporządkowane celowi prokreacji.
Trzy lata później, 29 marca 1944, kardynałowie, członkowie Kongregacji Świętego Oficjum na zebraniu plenarnym wydali dekret De finibus matrimonii. Jego intencją było odrzucenie pewnych stwierdzeń, które pojawiły się w toku dyskusji zainicjowanej przez Herberta Domsa. Stanowisko kardynałów nie było wymierzone przeciwko prawdzie o ważności miłości i wierności dla życia małżeńskiego, ale w poglądy – przedstawiane także przez samego wrocławskiego teologa – próbujące usankcjonować przeżywanie jednoczącej miłości małżeńskiej w akcie seksualnym w sposób odizolowany od prokreacji. Dekret zatem skupia się na zagadnieniu roli samego pożycia małżeńskiego i podtrzymuje augustyńską formułę, że pierwszym i koniecznym przeznaczeniem aktu seksualnego w małżeństwie jest zrodzenie potomstwa. Orzeczenie brzmi:
«Czy można dopuścić twierdzenia niektórych najnowszych [autorów], które bądź to zaprzeczają temu, że pierwszorzędnym celem małżeństwa jest zrodzenie i wychowanie potomstwa, bądź uczą, że cele drugorzędne nie muszą być koniecznie podporządkowane celowi pierwszorzędnemu, lecz powinny być [uznane] jako jednakowo główne i niezależne»? [Ojcowie] zadekretowali, że należy odpowiedzieć przecząco.
Dyskusja przycichła, aby wybuchnąć na nowo w okresie Soboru Watykańskiego II. Zarówno "Konstytucja Duszpasterska o Kościele w Świecie Współczesnym", jak i posoborowa encyklika Pawła VI "Humanae vitae" podtrzymały wcześniejsze nauczanie Piusa XII i Kongregacji Świętego Oficjum o nierozerwalności dwóch istotnych elementów stosunku małżeńskiego, a więc oznaczanie jedności i rodzicielstwa. Wtedy to wyraża on w pełni swoje znaczenie odnośnie do dwóch celów małżeństwa: wzajemnej i prawdziwej miłości małżonków oraz ich rodzicielstwa.